# Carl Frederick Holden

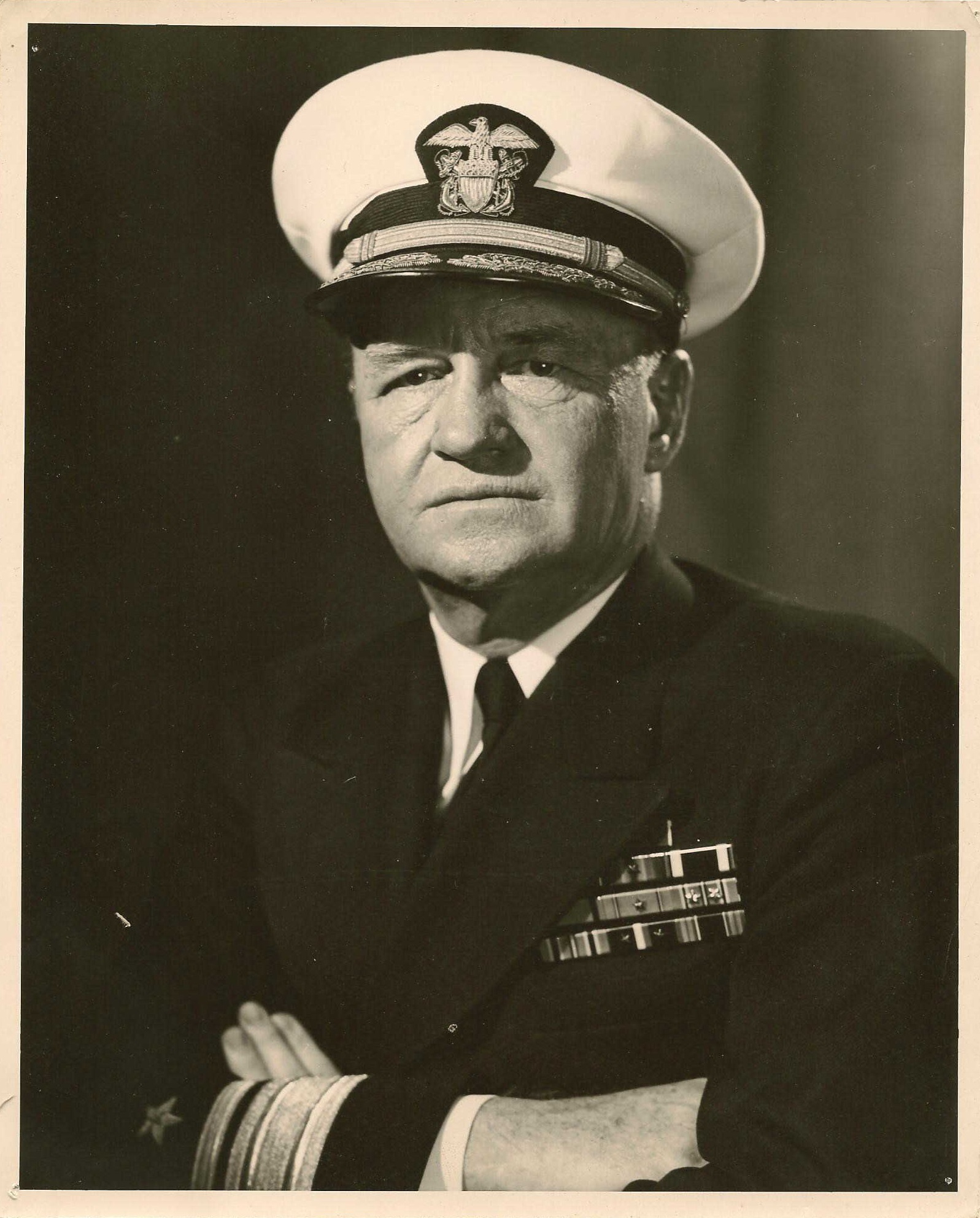
Konteradmiral Carl F. Holden am 1. April 1947.

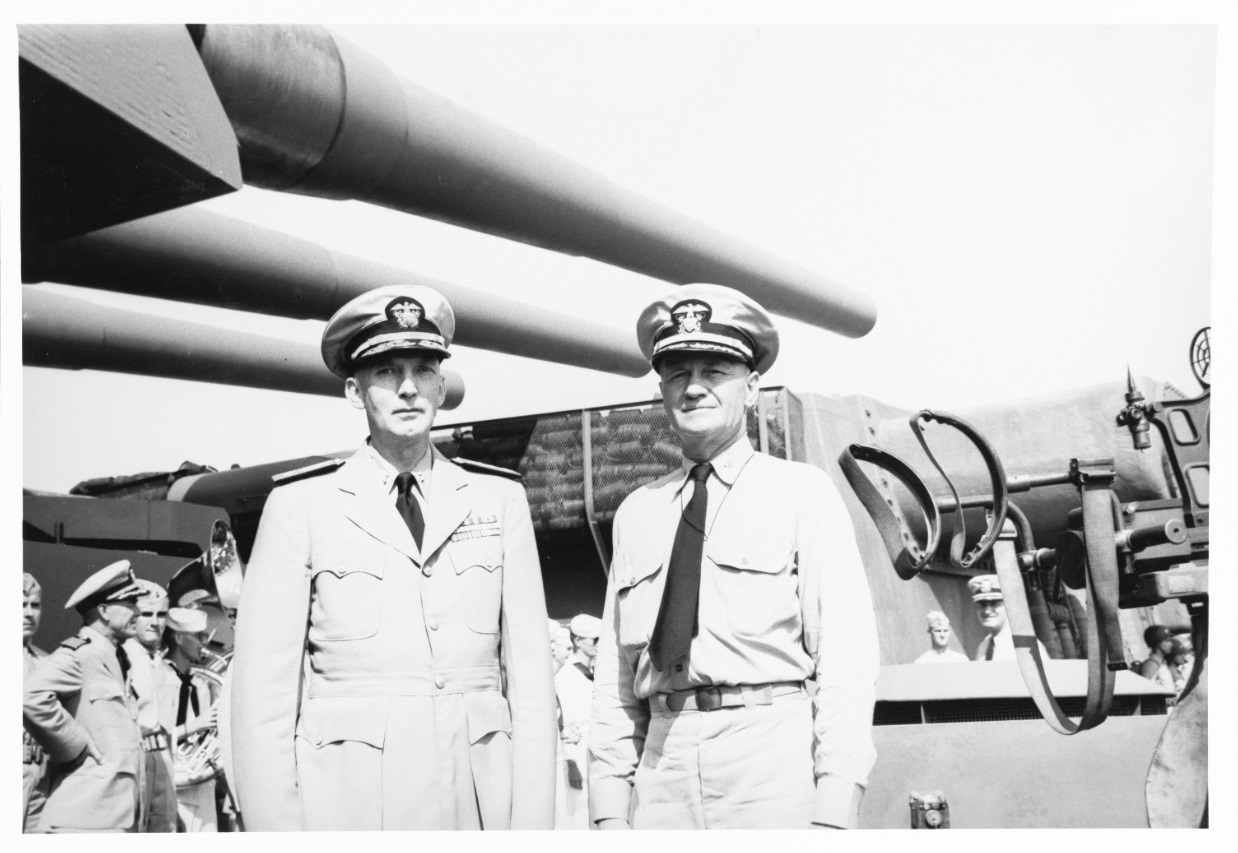
Kapitän Carl F. Holden (rechts) neben Konteradmiral Donald B. Beary an Bord der New Jersey während einer Inspektion in Norfolk (Virginia) am 5. September 1943.

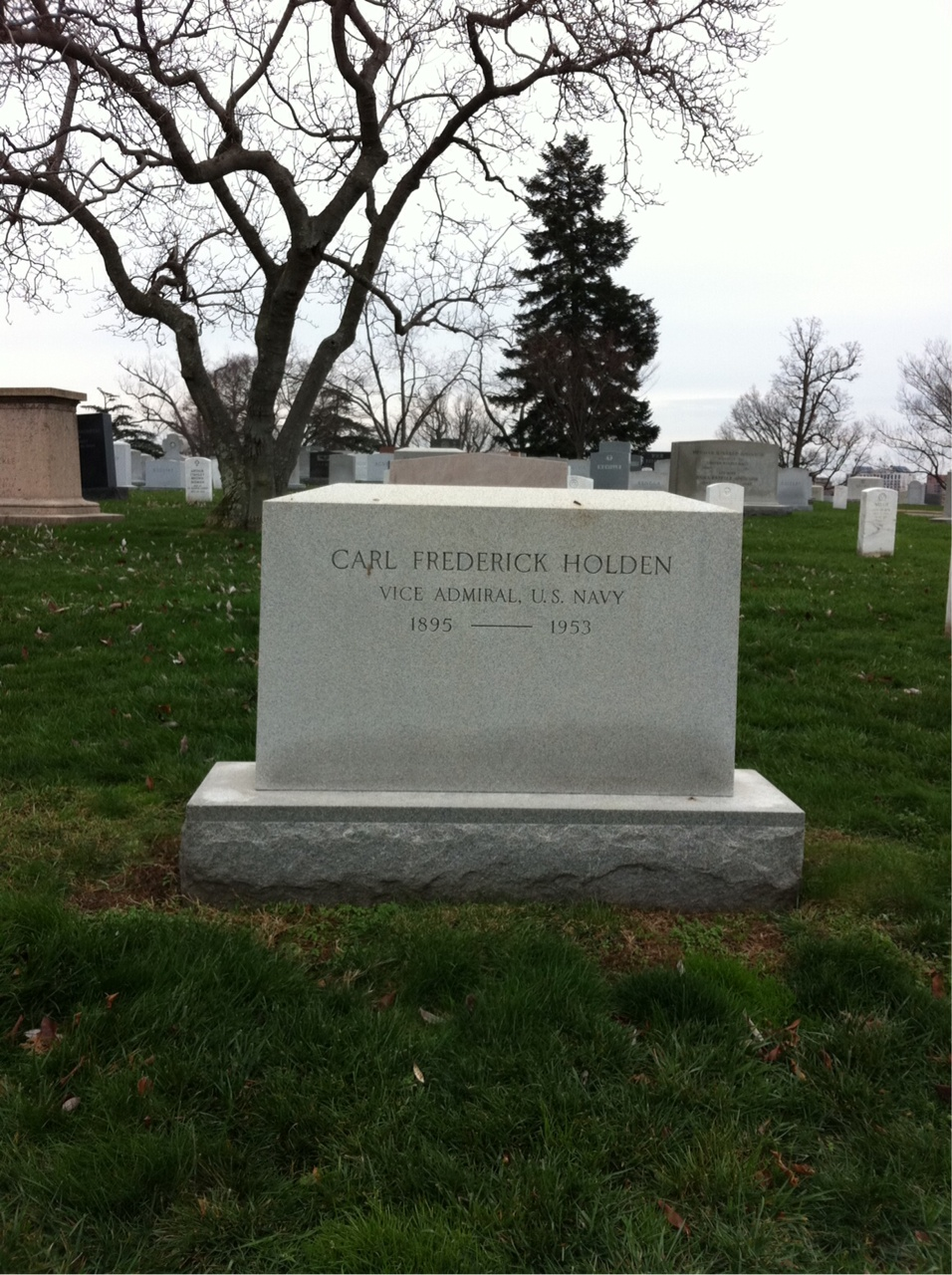
Grabstein auf dem Nationalfriedhof Arlington.

Carl Frederick Holden (* 25. Mai 1895 in Bangor (Maine); † 18. Mai 1953) war ein amerikanischer Marineoffizier, zuletzt im Rang eines Vizeadmirals.

## Leben
Carl Frederick Holden war der Sohn von William Frederick Holden (1869–1955) und Mary E. Riley (* 1871). Er hatte eine Schwester, Ruth Holden (1901–1995). Im Alter von 24 Jahren, am 27. November 1919, heiratete er in Portsmouth (New Hampshire) Cordelia Folsom Carlisle (1897–1990). Sie wurden Eltern einer Tochter, Jean Holden (1920–1996), und eines Sohnes, Carl Frederick Holden Jr. (1922–1989).
Im Jahr 1913 hatte der junge Carl Holden die Bangor High School in seiner Heimatstadt absolviert, in der sein Vater als Postmeister arbeitete. Während des Ersten Weltkriegs, im Jahr 1917, meldete er sich zum Militärdienst und wurde ein Jahr später zum Leutnant befördert. Im August 1918 wieder zu Hause, berichtete eine Lokalzeitung, er habe vierzehn Monate lang auf einem Zerstörer gedient, der in englischen und französischen Gewässern deutsche U-Boote jagte.
Nach dem Krieg studierte er an der Harvard University und erwarb einen Abschluss als Master of Science (M. Sc.) in Elektrotechnik. Anschließend, im Jahr 1924, wurde er leitender Funkoffizier auf der Concord, einem Leichten Kreuzer der Omaha-Klasse, und Assistent von Admiral George A. Williams, dem kommandierenden Offizier der Atlantikzerstörerstaffel. Später wurde er Kommunikationsoffizier des Schlachtschiffs Arizona, bevor er Dienst auf Hawaii tat. Danach wurde er Navigator der Idaho und dann Kommandant der Ramapo. Im Jahr 1940 wurde der inzwischen zum Kapitän beförderte Carl Holden zum Executive Officer (XO) des Schlachtschiffs Pennsylvania ernannt.
Diese Stellung hatte er inne, als am 7. Dezember 1941 der japanische Angriff auf Pearl Harbor geschah. Im Trockendock liegend, wurde die Pennsylvania zwar weniger stark beschädigt als andere US-Schiffe, aber es kamen achtzehn Besatzungsmitglieder zu Tode. In der Zeit von September 1942 bis April 1943 diente er als Director of Naval Communications beim Chief of Naval Operations. Am 2. Oktober 1942 unterzeichnete er einen Vertrag zwischen der US Navy und der britischen Government Code and Cypher School (GC&CS), der als das sogenannte Holden Agreement in die Geschichte einging und Vorläufer des BRUSA Agreements war, des am 17. Mai 1943 vom US War Department mit dem Vereinigten Königreich geschlossenen Pakts zur engen Zusammenarbeit bei der Kryptanalyse, der Entzifferung und Auswertung von Codes und Chiffren der Achsenmächte. Später im Jahr 1943 übernahm er das Kommando über die frisch in Dienst gestellte New Jersey, mit der er am Pazifikkrieg teilnahm. Im Jahr 1945 wurde er zum Konteradmiral befördert.
Nach dem Krieg war er drei Jahre lang Kommandant des Trainingskommandos für die US-Atlantikflotte mit Hauptquartier in Norfolk (Virginia). Danach wurde er zum Kommandeur des US-Marinestützpunkts in New York ernannt, eine Position, die er bis 1951 innehatte. Im selben Jahr wurde er nach Deutschland versetzt und erhielt ab 21. April 1951 das Kommando COMNAVGER der United States Naval Forces Germany, den Flottenarm der amerikanischen Besatzungsmacht mit Sitz in Heidelberg. Nach seiner Pensionierung im Jahr 1952 war Holden Präsident der Forschungsabteilung von International Telephone and Telegraph (ITT).
Carl Frederick Holden starb nach kurzer Krankheit im Alter von 57 Jahren und wurde auf dem amerikanischen Nationalfriedhof Arlington beigesetzt.